# Civeta grossa de l'Índia
La civeta grossa de l'Índia (Viverra zibetha) és una civeta del gènere Viverra del vivèrrids.

## Descripció
La civeta grossa de l'Índia té un cos allargat i un pelatge de color gris o marró. La longitud del cos i del cap és al voltant dels 86 centímetres, i la de la cua és d'uns 33 centímetres. Té taques negres pel cos, així com franges blanques i negres als costats del coll, que generalment són dues blanques i 3 negres. La cua té una sèrie d'anells negres que l'envolten. Les potes del darrere són negres, i les del davant tenen unes membranes en el tercer i quart dits, que protegeixen les urpes retràctils. Els mascles són lleugerament més grans que les femelles.

## Distribució i hàbitat
La civeta grossa de l'Índia viu d'Indoxina a la Xina. Es troba a Nepal, Bangladesh, la península de Malaca, Singapur, Indonèsia i el Vietnam.
Viuen entre les pastures, els matolls i zones densament arbrades. Generalment, es troben a prop de poblacions humanes.

## Comportament
La civeta grossa de l'Índia és un animal solitari i nocturn. Passen la major part del seu temps a terra, encara que són àgils escaladors. Passen la major part del dia dormint en caus a terra, que han estat excavats per altres animals i abandonats. Són territorials i marquen el seu territori amb excrecions de les seves glàndules anals. L'extensió del seu territori pot variar entre 1,7 i 5,4 quilòmetres quadrats.

## Dieta
La civeta grossa de l'Índia és principalment carnívora. S'alimenta d'ocells, granotes, serps, petits mamífers, ous, crancs i peixos. També s'alimenten de fruita i arrels.

## Reproducció
Les femelles es reprodueixen durant tot l'any, encara que generalment només tenen dues ventrades per any, formades per quatre cries, les quals neixen en un forat a terra o en mig de vegetació densa. Als 10 dies, les cries obren els ulls i són deslletades al cap d'un mes. Al néixer només pesen 100 grams, pes que doblen només en 12 dies. Al final del primer mes, el seu pes ha augmentat quatre vegades.
Les femelles crien els seus cadells per si mateixes.

## Subespècies

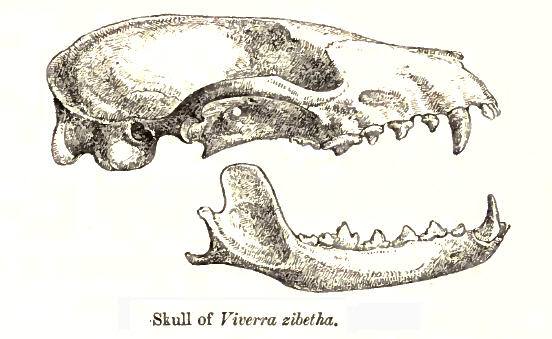
Crani

N'existeixen cinc subespècies 1:
- V. z. zibetha, al Nepal, Bhutan, Bengala
- V. z. picta, a l'est d'Assam
- V. z. ashtoni
- V. z. hainana, descrita just el 1983 per Wang and Xu
- V. z. pruinosus

El 1997, Sokolov, Rozhnov i Pham Trong Anh, va catalogar com Viverra tainguensis noves espècies trobades a l'altipla de Tainguen, a la provincia de Gialai, al Vietnam. Les investigacions d'ADN actuals, confirmen que pertànyen al cataleg de gens de la subespecie Viverra zibetha picta.

## Conservació
A Hong Kong, es tracta d'una espècie protegida per la Wild Animals Protection Ordinance Cap 170.